# Alessandro De Angelis
Alessandro De Angelis (16 de agosto de 1959, Cencenighe Agordino) é um físico e astrofísico italiano e argentino. Professor de Física Experimental na Universidade de Padova e Professor Catedrático de Física no IST Lisboa, é conhecido principalmente por las suas funções na proposta, construção e análise de dados de novos telescópios para astrofísica de raios gama. Ele é membro do Istituto nazionale di fisica nucleare (INFN), do Istituto nazionale di astrofisica (INAF), da Società Italiana di Fisica (SIF), da União Astronômica Internacional (IAU), Gruppo2003.

## Carreira
Graduado em física pela Universidade de Padova em 1983, trabalhou no CERN até 1999 como membro da equipe de Ugo Amaldi na experiência DELPHI. Desde 2000 trabalha principalmente com astrofísica de partículas. De Angelis participou da concepção e construção de NASA 's Telescópio Fermi Gamma-ray espaço e dos Telescópios MAGIC na ilha canária de La Palma. É investigador principal do projeto espacial ASTROGAM e proponente do Observatório de raios gama SWGO, um observatório de raios gama de altíssima energia a ser construído nos Andes. Ele sugeriu a mistura entre raios gama e áxions em campos magnéticos intergalácticos.
De 2010 a 2011, foi cientista convidado do Instituto de Física Werner Heisenberg Max Planck em Munique, e desde 2014 foi por três anos Diretor de Pesquisa no INFN.
Ele também trabalha na popularização da ciência e na história e filosofia da física, em particular em relação aos raios cósmicos e ao período de Galileu. É editor da Springer Nature na área de História da Física.

## Prêmios
- Pesquisador altamente citado, Thomson-Reuters / Clarivate, 2016[1]
- Prêmio Thomson-Reuters por pertencer ao "top 1% dos pesquisadores que publicaram no campo da Ciência Espacial na década" [...] 2001–2010, 2011[14]
- Prêmio Bruno Rossi da American Astronomical Society com a equipe Fermi LAT, 2011[1]
- Highlight da European Physical Society[15] pelo artigo "Nationalism and internationalism in science: the case of the discovery of cosmic rays", com P. Carlson, Eur. Phys. J. H 36, 309, 2010
- Prêmio NASA Group Achievement, 2008[1]

| - fita para uniforme comum                                                                        |
| " Commendatore OMRI di iniziativa del Presidente della Repubblica" - Roma, 19 de dezembro de 2018 |

## Livros
- De Angelis, Alessandro (2024). Galileo e la navigazione satellitare (em italiano). Roma: Castelvecchi
- De Angelis, Alessandro (2023). Cosmic rays (multimessenger astrophysics and revolutionary astronomy) (em inglês). Heidelberg: Springer Nature De Angelis, Alessandro (2023). L'universo nascosto (la nuova astronomia dei raggi cosmici e delle onde gravitazionali) (em italiano). Roma: Castelvecchi
- De Angelis, Alessandro (2022). Galileo e la supernova del 1604 (con la traduzione del Dialogo de Cecco di Ronchitti da Bruzene) (em italiano). Roma: Castelvecchi. ISBN 978-8832909500 De Angelis, Alessandro (2024). Galileo and the 1604 supernova (with a translation of the Dialogo de Cecco di Ronchitti da Bruzene) (em inglês). Heidelberg: Springer Nature. ISBN 978-3030719524
- De Angelis, Alessandro (2021). I diciotto anni migliori della mia vita (Galileo a Padova) (em italiano). Roma: Castelvecchi. ISBN 978-8832903461De Angelis, Alessandro (2023). Galileu em Pádua. Lisboa: Gradiva. ISBN 978-989-785-192-6
- De Angelis, Alessandro (2021). Discorsi e Dimostrazioni Matematiche di Galileo Galilei per il Lettore Moderno (em italiano). Torino: Codice. ISBN 978-8875789305 De Angelis, Alessandro (2021). Galileo Galilei's Two New Sciences for Modern Readers (em inglês). Heidelberg: Springer Nature. ISBN 978-3030719524 Alessandro, De Angelis (2022). Les deux sciences nouvelles de Galilée: une version moderne (em francês). Paris: EDP Science. ISBN 978-2759826681 com prefácios de Ugo Amaldi e Telmo Pievani.
- De Angelis, Alessandro; Pimenta, Mario; Conceicao, Ruben (2021). Particle and Astroparticle Physics: Problems and Solutions (em inglês). Heidelberg: Springer Nature. ISBN 978-3-030-73116-8
- De Angelis, Alessandro; Pimenta, Mario (2018). Introduction to Particle and Astroparticle Physics: Multimessenger Astronomy and its Particle Physics Foundations (em inglês). Heidelberg: Springer Nature. ISBN 978-3-319-78180-8 com prefácio de Francis Halzen.
- De Angelis, Alessandro; Pimenta, Mario (2015). Introduction to Particle and Astroparticle Physics: Questions to the Universe (em inglês). Heidelberg: Springer. ISBN 978-3-319-78180-8
- De Angelis, Alessandro (2012). L'enigma dei raggi cosmici: le piu’ grandi energie dell'Universo (em italiano). Milano: Springer. ISBN 978-88-470-2047-4 com prefácio de Margherita Hack.